# Ferdinand Luib
Ferdinand Johann Nepomuk Moritz Luib (* 28. Januar 1811 in Wien; † 30. April 1877 ebenda) war ein österreichischer Musikkritiker und Biograf von Franz Schubert.

## Leben
Luib war Kritiker beim Wanderer. 1847 wurde er Herausgeber der Allgemeinen Wiener Musik-Zeitung. Zwischenzeitlich war er im österreichischen Handelsministerium beschäftigt. 
Luib war Vorstand und artistischer Direktor des Wiener Gesangvereins Polyhymnia.
Er sammelte umfangreiche Materialien zu einer geplanten Biographie Franz Schuberts.